# Hector Willem van Glinstra
Hector Willem van Glinstra (Leeuwarden, 12 december 1686 (gedoopt) - Bergum, 6 oktober 1751) was een Nederlands bestuurder.

## Biografie
Van Glinstra was een zoon van Hector van Glinstra (1647-1705), grietman van Tietjerksteradeel, en Johanna van Vierssen (1648-1733). Vele leden van de familie Van Glinstra bekleedden aanzienlijke ambten. Voor Hector Willem grietman werd van Tietjerksteradeel werd deze functie vervuld door zijn broers Johannes van Glinstra en Assuerus van Glinstra.
Zijn familie bewoonde in Blessum de Ringiastate. Hector Willem kocht in 1721 het Hooghuis te Bergum, een landhuis dat eerder bewoond werd door Hendrik Casimir I, Menno van Coehoorn en Hendrik Casimir II. Van Glinstra liet het Hooghuis verbouwen tot lusthof. Uiteindelijk zou dit huis in 1771 gesloopt worden door Hobbe Baerdt van Sminia die getrouwd was met een kleindochter van Vincentius van Glinstra, een broer van Hector Willem.
Ten tijde van zijn grietmanschap werd de huidige Sint-Vituskerk van Tietjerk gebouwd. Hieraan herinnert een gevelsteen in de westelijke muur naast de toren met Hector Willem vermeld als grietman. Ook is zijn wapen te vinden op een gebrandschilderd venster in de Sint-Agathakerk van Oudega.

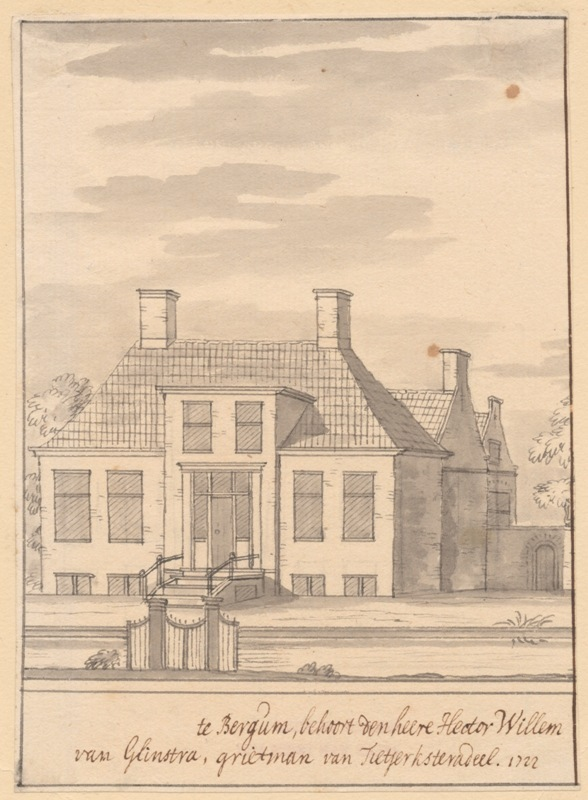
Het Hooghuis te Bergum, getekend door Jacobus Stellingwerff in 1722.
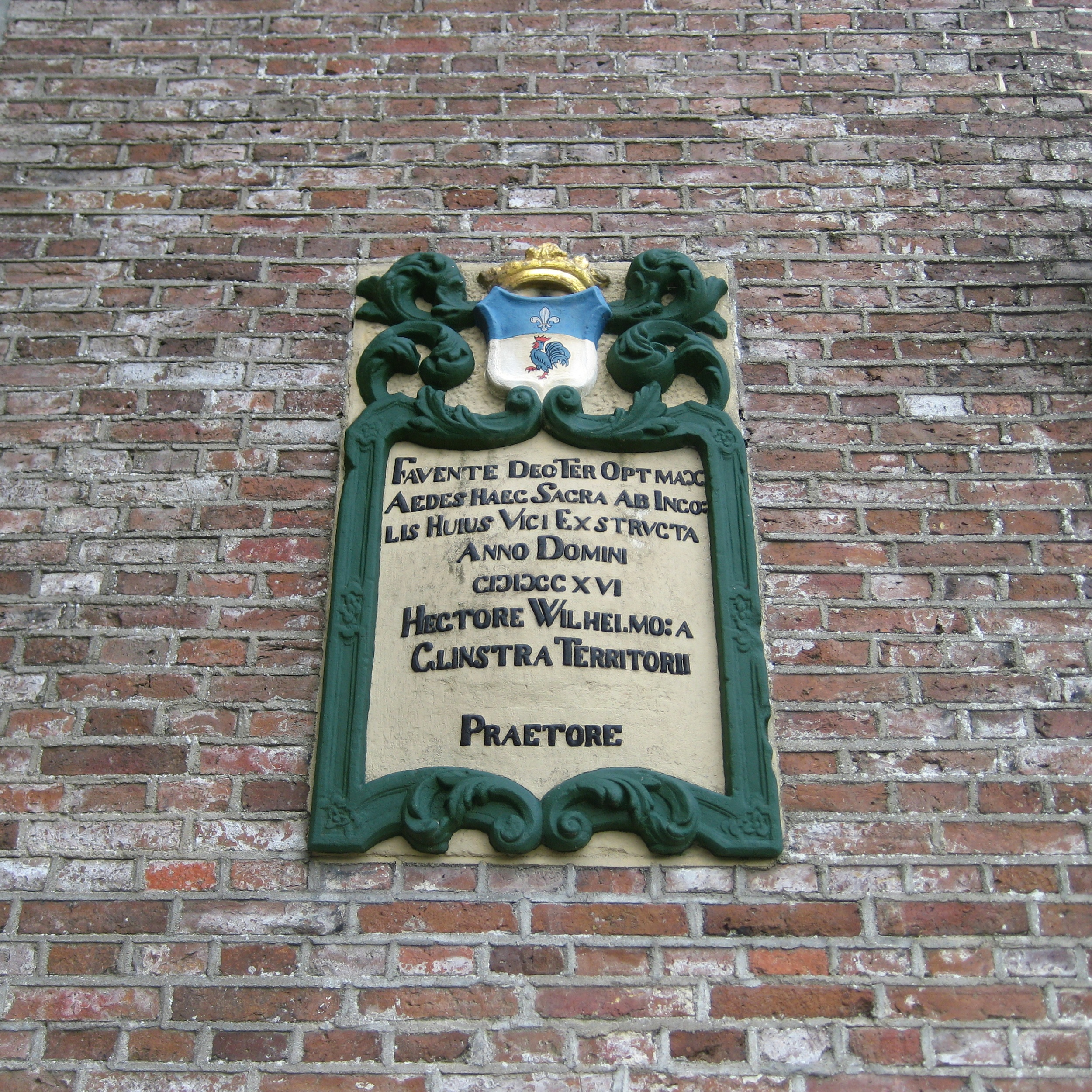
Gevelsteen in de Sint-Vituskerk van Tietjerk.
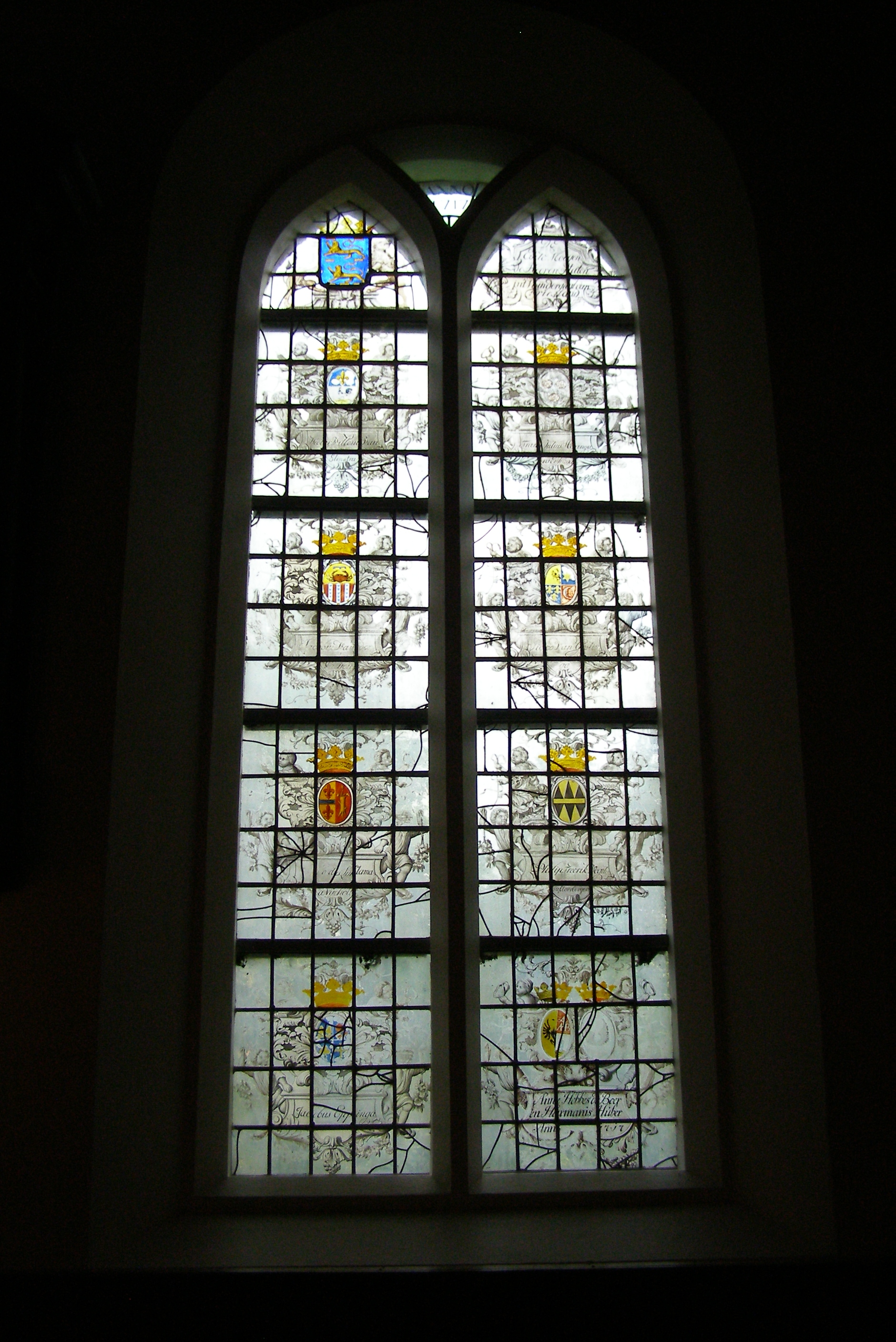
Gebrandschilderd glas in de kerk van Sint-Agathakerk van Oudega. Links het tweede van boven toont het wapen van Van Glinstra.